# クアルト (ボードゲーム)
クアルト(Quarto)は、スイスの数学者ブレイズ・ミュラーによって1991年に考案された2人用のボードゲームである。タイトルの「Quarto」は、イタリア語やラテン語で「4」を意味する。

## ゲームの概要
4×4の盤上に交互にコマを置き、共通の属性を持つコマを4つ一列に並べ、「クアルト」と宣言したプレイヤーが勝者となる。
コマは以下の4つの属性を持つ。
- 色（白 / 黒）
- 高さ（高い / 低い）
- 形（丸 / 四角）
- 穴（有 / 無）

例えば「黒く、高く、四角く、穴がある」コマなどが、2×2×2×2の計16種類存在し、並んだ4つのコマが何か一つでも共通の属性を持っていれば（他の属性は違っていても良い）勝利となる。
また各プレイヤーが置くコマは対戦相手が選択する。従ってゲームの流れは以下の様になる。
1. プレイヤーAがコマを選択し、プレイヤーBに渡す。
2. プレイヤーBが渡されたコマを任意の場所に置く。
3. プレイヤーBがコマを選択し、プレイヤーAに渡す。
4. プレイヤーAが渡されたコマを任意の場所に置く。（以下繰り返し）

なお、並べた4つのコマが共通の属性を持っている場合でも、「クアルト」の宣言をしなければ勝敗の決定とはならず、ゲームはそのまま続行される。そのため対戦相手が「クアルト」の成立に気づいていない場合、対戦相手からコマを受け取った後に「クアルト」を宣言すれば宣言したプレイヤーの勝利となる。

## 賞
- アスドール・フランス年間ゲーム大賞（フランス語版）受賞（1992年）
- メンサセレクト選出（1993年）
- ドイツ年間ゲーム大賞 ノミネート[3]（1993年）